# Roger Frassi
Pas d'image ? Cliquez ici

a Compétitions nationales et continentales officielles uniquement.

b Matchs officiels uniquement.
Roger Frassi, né le 4 août 1927 à Cavaillon et mort le 2 août 2012 dans la même ville, est un joueur de rugby à XIII international français évoluant au poste de talonneur dans les années 1940 et 1950.
Il dispute le Championnat de France sous le maillot du SU Cavaillon. Fort de ses performances en club, il côtoie l'équipe de France et compte une sélection officielle obtenue le 10 mai 1956 affrontant l'Angleterre composant la première ligne de la sélection avec François Montrucolis et Joseph Vanel.

## Biographie

### Détails en sélection
| 1. | 10 mai 1956 | Angleterre | 23-9 | Test-match | Talonneur | - | - | - | - |